# Козлов, Александр Петрович
Александр Петрович Козлов (2 мая 1949, с. Сеитово, Верхнеуслонского района Татарской АССР — 6 февраля 2021, Москва) — российский государственный деятель.

## Биография
Родился 2 мая 1949 года в селе Сеитово в Татарстане.
В 1979 году окончил Казанский финансово-экономический институт им. В. В. Куйбышева.
С 1968 года работал в контрольно-ревизионных органах Татарской АССР.
В 1984 году перешел на работу в Министерство финансов СССР, где занимал должности заместителя начальника отдела Контрольно-ревизионного управления, заместителя начальника Отдела организации труда и заработной платы финансовых и страховых органов, заместителя начальника Отдела планирования и финансирования системы, заместителя начальника подотдела Отдела кадров и учебных заведений, начальник подотдела кадров центрального аппарата Отдела кадров и учебных заведений.
В 1989 году перешёл на работу в Комитет народного контроля СССР, где занимал должности инспектора, ведущего инспектора отдела плановых и финансовых органов. После реорганизации ведомства в 1991 году — начальник инспекции Главного управления бюджетно-финансового контроля Контрольной палаты СССР.
С 1991 года — на работе в Администрации Президента Российской Федерации, начальник Отдела государственного аудита Контрольного управления, позже — заместитель начальника Контрольного управления Администрации Президента Российской Федерации.
С 1992 в Аппарате Правительства Российской Федерации — заведующий отделом региональной политики, начальник Департамента по взаимодействию с регионами Российской Федерации, начальник Департамента по взаимодействию с субъектами Российской Федерации Аппарата Правительства Российской Федерации.
В 1996—1998 годах — Заместитель руководителя Аппарата Правительства Российской Федерации — начальник Департамента по взаимодействию с субъектами Российской Федерации и связям с Советом Федерации Аппарата Правительства Российской Федерации .
В 1998—1999 годах — вице-президент — руководитель Блока поддержки бизнеса ОАО «ТНК».
В 1999—2004 годах — заместитель руководителя Аппарата Правительства Российской Федерации.
В 2004—2009 годах — заместитель Министра сельского хозяйства Российской Федерации.
С 16 февраля 2009 года — исполняющий обязанности губернатора, а c 27 февраля — губернатор Орловской области. По рейтингу эффективности, составленному газетой «Известия», занимал 74 место из 81 губернаторов.
С 4 января по 28 июля 2012 — член президиума Государственного совета Российской Федерации.
26 февраля 2014 года отправлен в отставку указом Президента В. В. Путина.
Скончался на 72-м году жизни в Москве 6 февраля 2021 года после продолжительной болезни. Похоронен на Троекуровском кладбище.

## Награды
- Орден «За заслуги перед Отечеством» IV степени (2014)[7]
- Орден Почёта (29 ноября 2007) — за большой вклад в развитие сельскохозяйственного производства, достигнутые трудовые успехи и многолетний добросовестный труд[8]
- Орден «Знак Почёта»
- Орден Дружбы Народов
- Знак отличия «За безупречную службу» XXX лет
- Заслуженный экономист Российской Федерации
- медали
- Благодарность Президента Российской Федерации (25 декабря 2003) — за многолетнюю безупречную государственную службу
- Почётная грамота Правительства Российской Федерации
- Благодарственное письмо Главы Чеченской Республики (4 июня 2013) — за профессиональную подготовку и безупречную службу сотрудников Оперативной  группы ФСИН России, направленных для выполнения служебно-боевых задач по охране и обороне комплекса правительственных зданий и сооружений Чеченской Республики[9]

## Семья
Был женат, есть двое сыновей.